# Joan Alsina Sensat
Joan Alsina Sensat, alias Cresta (El Masnou, Barcelona, 1836-Barcelona, marzo de 1918) fue un marinero y político español de Cataluña.
Fue alcalde del Masnou de 1873 a 1877, teniente de alcalde de 1872 a 1873 y regidor de 1877 a 1879 y en 1884. De tendencias conservadoras, siempre se  presentó por el Partido Liberal Conservador. El diciembre de 1879 fue elegido diputado provincial y renunció del cargo de regidor. En esta elección ganó frente al farmacéutico Pere Genové y Colomer, propuesto por el Partido Liberal Fusionista. El año 1884 volvió a ser elegido regidor pero el mismo año renunció al ser elegido de nuevo diputado provincial. El año 1876, durante su alcaldía, el rey Alfonso XII concedió al Masnou el título de villa.
Durante su mandato como alcalde tuvo que afrontar la tercera guerra carlista. El 7 de junio de 1874 fue secuestrado por un grupo de 50 carlistas para tenerlo como rehén y obligar a pagar la contribución impuesta al pueblo. Aquel mismo día los carlistas secuestradores fueron perseguidos por las autoridades y hubo enfrentamientos. Por la noche pudo ser rescatado.
El 1918 se le dedicó una calle del Masnou llamada calle Oriental (o plaza Oriental) por haber sido el impulsor de la reforma para enlazar esta calle con la calle de Pere Grau. El verano de 1932 se le hizo un homenaje y se colocó la placa con su nombre a la calle, que hasta entonces no se había colocado. La calle se convertiría en una plaza (plaza de Alsina Sensato), y también hay un pasaje asociado con el mismo nombre (pasaje de Alsina Sensato).